# Jonathan Keating
Jonathan Peter Keating, auch Jon Keating, ist ein britischer Mathematiker. Er ist Professor an der Universität Bristol.
Keating studierte an der Universität Oxford und wurde 1989 an der Universität Bristol bei Michael Berry promoviert (Semiclassical properties of cat maps). Er ist seit 1985 in Bristol und wurde dort 1997 Professor. 2001 wurde er Leiter der Mathematikfakultät und 2010 Dekan der Fakultät für Wissenschaft.
Er forscht über Quantenchaos, Zufallsmatrizen und deren Verbindungen zur Riemannschen Zetafunktion und anderen Zetafunktionen. Mit Berry verfolgte er einen Zugang zur Riemannsche Vermutung über Spektraltheorie (was auf Ideen von David Hilbert und George Pólya zurückgeht) und Quantenchaos, speziell verbunden mit einem Hamiltonoperator der Form {\displaystyle H=xp}, wobei noch eine geeignete quantisierte Form gewählt werden muss, die bisher unklar ist.
Er ist Fellow der Royal Society (2009). 2004 bis 2009 war er EPSRC Senior Research Fellow und 1995 bis 2001 Hewlett Packard Fellow. 2010 erhielt er den Fröhlich-Preis der London Mathematical Society. 2014 wurde er mit einem Wolfson Research Merit Award der Royal Society ausgezeichnet.
Zu seinen Doktoranden zählen Francesco Mezzadri und Nina Snaith.

## Schriften
- Herausgeber mit Igor Lerner, David Khmelnitskii: Supersymmetry and trace formulae: chaos and disorder, Kluwer 1999 (darin mit Berry H=xp and the Riemann zeros, S. 355–367)
- mit Berry: The Riemann zeros and eigenvalue asymptotics, SIAM Review, Band 41, 1999, S. 236–266
- mit Snaith: Random matrix theory and {\displaystyle \zeta (1/2+it)}, Communications in Mathematical Physics, Band  214, 2000, S. 57–89, Online
- mit Snaith: Random matrix theory and L-functions at {\displaystyle s=1/2}, Communications in Mathematical Physics, Band 214, 2000, S. 91–110
- mit Snaith: Random matrices and L-functions, Journal of Physics A, Band 36, 2003, S. 2859–2881
- mit J. Brian Conrey, David W. Farmer, M.O. Rubinstein, Snaith: Integral moments of L-functions, Proceedings of the London Mathematical Society, Band 91, 2005, S. 33–104, Arxiv
- J.B. Conrey, J. P. Keating, M. O. Rubenstein,N. C. Snaith: Random Matrix Theory and the Fourier Coefficients of Half-Integral-Weight Forms, Experimental Mathematics, Band 15, 2006, S. 67–82, Project Euclid
- mit Eugene Bogomolny: Gutzwiller´s trace formula and spectral statistics: beyond the diagonal approximation, Phys. Rev. Lett., Band 77, 1996, S. 1472–1475
- mit Bogomolny: Random matrix theory and the Riemann zeros, Teil 1,2, Nonlinearity, Band 8, 1995, 1115–1131, Teil 2, Nonlinearity, Band 9, 1996, S. 911–935